# Новопокровка (Феодосійський район)
Новопокро́вка (крим. Novopokrovka, також — Кулеч-Мечіт, крим. Küleç Meçit) — село Феодосійського району Автономної Республіки Крим.
Орган місцевого самоврядування — Журавська сільська рада. Населення — 1 550 мешканців.

## Географія
Новопокровка — село в центрі району, у степовому Криму, на перетині річки Чорох-Су з Північно-Кримскоім каналом, висота над рівнем моря — 41 м. Найближчі населені пункти: Журавки за 2,5 км на південний захід, Красносільське за 5 км на захід і Василькове за 4 км на північний схід. Райцентр Кіровське — приблизно за 8 км, там же найближча залізнична станція — Кіровська (на лінії Джанкой — Феодосія).

## Населення

### Мова
Розподіл населення за рідною мовою за даними перепису 2001 року:
| Мова              | Кількість | Відсоток |
| ----------------- | --------- | -------- |
| російська         | 911       | 58.77%   |
| кримськотатарська | 392       | 25.29%   |
| українська        | 229       | 14.77%   |
| білоруська        | 5         | 0.32%    |
| інші/не вказали   | 13        | 0.85%    |
| Усього            | 1550      | 100%     |

## Історія
Селище Ново-Покровка було засноване у Владиславській волості Феодосійського повіту, на іншому березі річки Чорох-Су від села Колеч-Мечеть, між 1887 роком, оскільки ще не потрапило в матеріали відповідної ривизії і 1892 роком, коли, за  «… Пам'ятною книжкою Таврійської губернії на 1892»  в Ново-Покровці, що входила в Владиславське сільське товариство, вже значився 41 житель в 6 домогосподарства.
За Радянської влади, за постановою Кримревкома від 8 січня 1921 року була скасована волосна система і село включили до складу Старо-Кримського району. Декретом ВЦВК від 4 вересня 1924 «Про скасування деяких районів Автономної Кримської С. С. Р.» Старо-Кримський район був ліквідований і Ново-Покровка увійшла в Феодосійський район. Згідно  Списком населених пунктів Кримської АРСР за Всесоюзним переписом 17 грудня 1926 , село Ново-Покровка входило до складу Сеїт-Елінської сільради Феодосійського району. 15 вересня 1931 року Феодосійський район скасували і Ново-Покровка знову у складі Старо-Кримського, а з 1935 — Кіровського району. Судячи за доступними джерелами, у передвоєнні роки до складу села була включена Колеч-Мечеть, оскільки в більш пізніх документах вона не згадується.
Указом Президії Верховної Ради УРСР «Про укрупнення сільських районів Кримської області», від 30 грудня 1962 Кіровський район був скасований і село приєднали до Нижньогірского. 1 січня 1965, указом Президії ВР УРСР «Про внесення змін до адміністративного районування УРСР — по Кримській області», знову включили до складу Кіровського.

## Відома людина
У селі мешкає відома людина пенсіонерка Ганна Буянова, яка стала відома 23 травня 2016 році під час візиту в Крим прем'єр-міністра Росії Дмитра Медведєва, який відповів їй на скаргу про розмір пенсії. Фраза широко поширилася в соціальних мережах і стала мемом «Грошей немає, але ви тримайтеся» (рос. «Денег нет, но вы держитесь»).
У травні 2018 року журналісти видання «Новая газета» розшукали ту саму пенсіонерку та дізналися, що після запитання Медведєву, пенсію їй так і не проіндексували.
|  | «Спочатку обіцяли. Сказали, що 11000 буде. Але в підсумку в квітні минулого року зробили тільки надбавку до прожиткового мінімуму. І тепер замість 8058 рублів я отримую 8 500. Але це не індексація», — розповіла Ганна Буянова. |

Виживає пенсіонерка тільки завдяки господарству.
|  | 53 курки, 4 індички, 2 качки. Корову в минулому році прибрали. Плюс город: картопля, помідори, огірки. Плюс фрукти свої ростуть. Якщо треба за світло чи за газ заплатити, а грошей у мене немає, то я щось продаю: коли курку, коли овочі. Продавати, до речі, теж не просто — цілу схему придумали. Спочатку до мене повинен прийти депутат з сільради, подивитися, що у мене дійсно свій город. Потім він складає акт огляду, з яким я йду до глави сільради. Голова сільради в присутності двох понятих, сусідів, звіряє акт: запитує у них, дійсно чи на моїй ділянці росте буряк, чи є кури. І коли поняті підтверджують, тоді він видає мені довідку, що я можу продавати. На ринку в Феодосії у мене є своє місце — 55-е. Воно коштує 50 рублів на день. І ще 100 рублів у мене йде на дорогу від Новопокровки і назад. У липні і серпні, коли продаю огірки з помідорами, справи йдуть добре: можу 600, можу 800, можу навіть 1000 рублів в день заробити. А взимку буває так, що всього на 200 рублів який-небудь картоплі продам. І виходить: 200 рублів мінус 100 на дорогу, мінус 50 за місце...50 рублів в день, буває, заробляю», — нарікає Буянова. |

На питання, чи завжди так важко було, пенсіонерка заявила — «ні».
|  | «Треба сказати, при Україні легше жилося. Гривня була тверда, а рубль...якийсь порожній виявився», — заявила Буянова. |